# Gustaf Nessberg

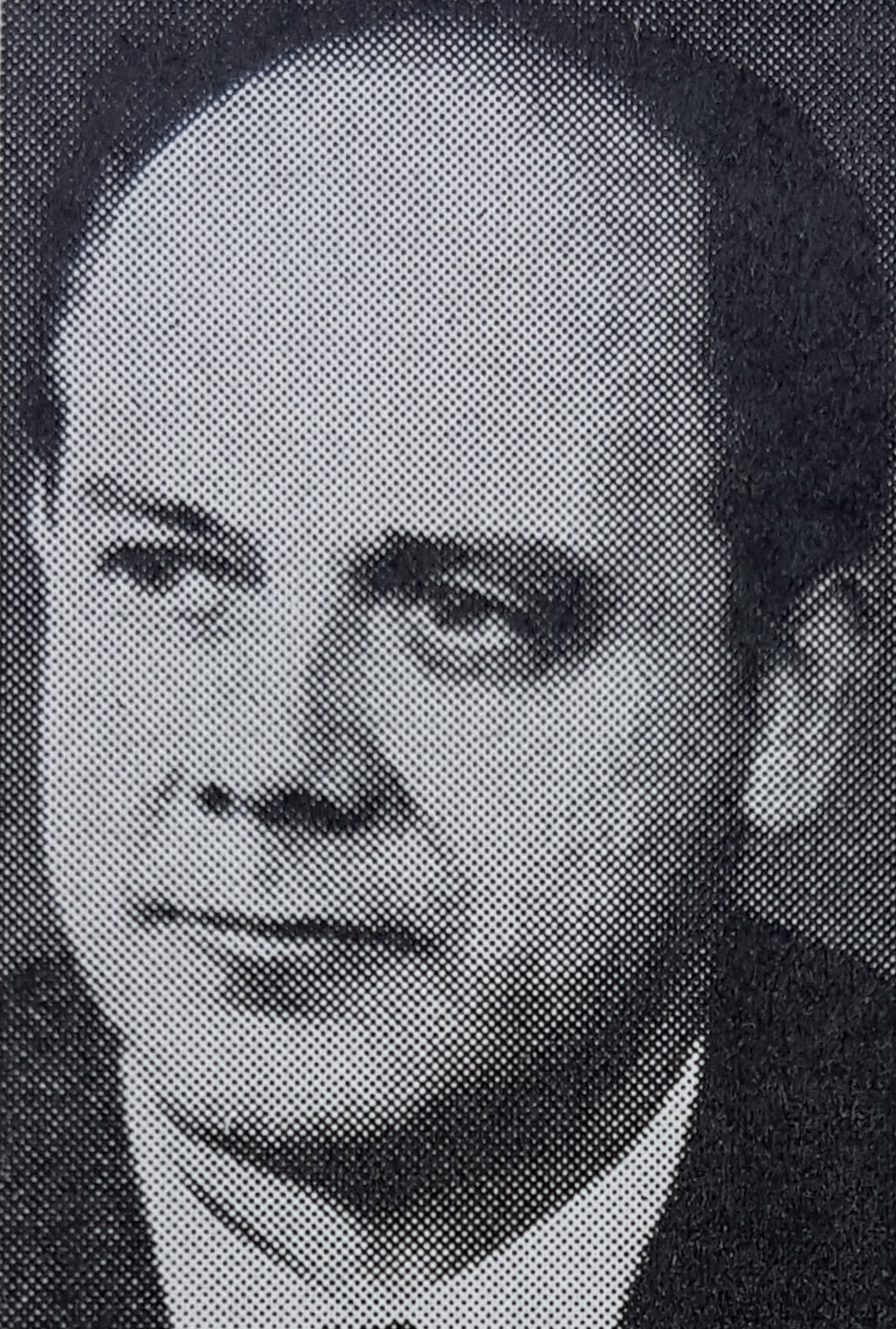
Nessberg i Svenskt konstnärslexikon.

Gustaf Adolf Ingemar Nessberg, född 9 november 1921 i Kristbergs församling, Östergötlands län, död 22 augusti 2008, var en svensk dekoratör, målare och tecknare.
Han var son till lantbrukaren Hjalmar Larsson och Josefina Holmqvist och från 1943 gift med Sarah Judit Elisabet Dahl. Nessberg studerade vid Högre konstindustriella skolan i Stockholm och under en vistelse i Paris 1954. Han medverkade i samlingsutställningar med Östgöta konstförening. Hans konst består av stilleben och landskapsmålningar utförda i olja. Vid sidan av sitt eget skapande bidrog han med teckningar till Östgöta Correspondenten.